# ピーター・キング (イギリスのサックス奏者)
ピーター・キング（Peter King、1940年8月11日 - 2020年8月23日）は、イングランドのジャズ・サクソフォーン奏者、作曲家、クラリネット奏者。

## 生い立ち
ピーター・キングは、1940年8月11日にサリーのキングストン・アポン・テムズ（現ロンドン・キングストン・アポン・テムズ区）に生まれた。十代からクラリネットとサクソフォーンを手にし、まったくの独学でこれを身につけた。最初に公的な場で演奏を披露したのは、アラン・ローズウェル (Alan Rosewell) が組んだトラッド・ジャズのグループの一員として、キングストンのスワン・パブリック・ハウス (the Swan Public House) で演奏した1957年であったが、当時のキングは陸地測量部の海外部門（the Directorate of Overseas Surveys：Ordnance Survey International の前身）で地図製作者の見習いとして、ローズウェルの下で働いていた。しかし、この演奏の後、キングはプロの音楽家となることを決意した。

## 経歴

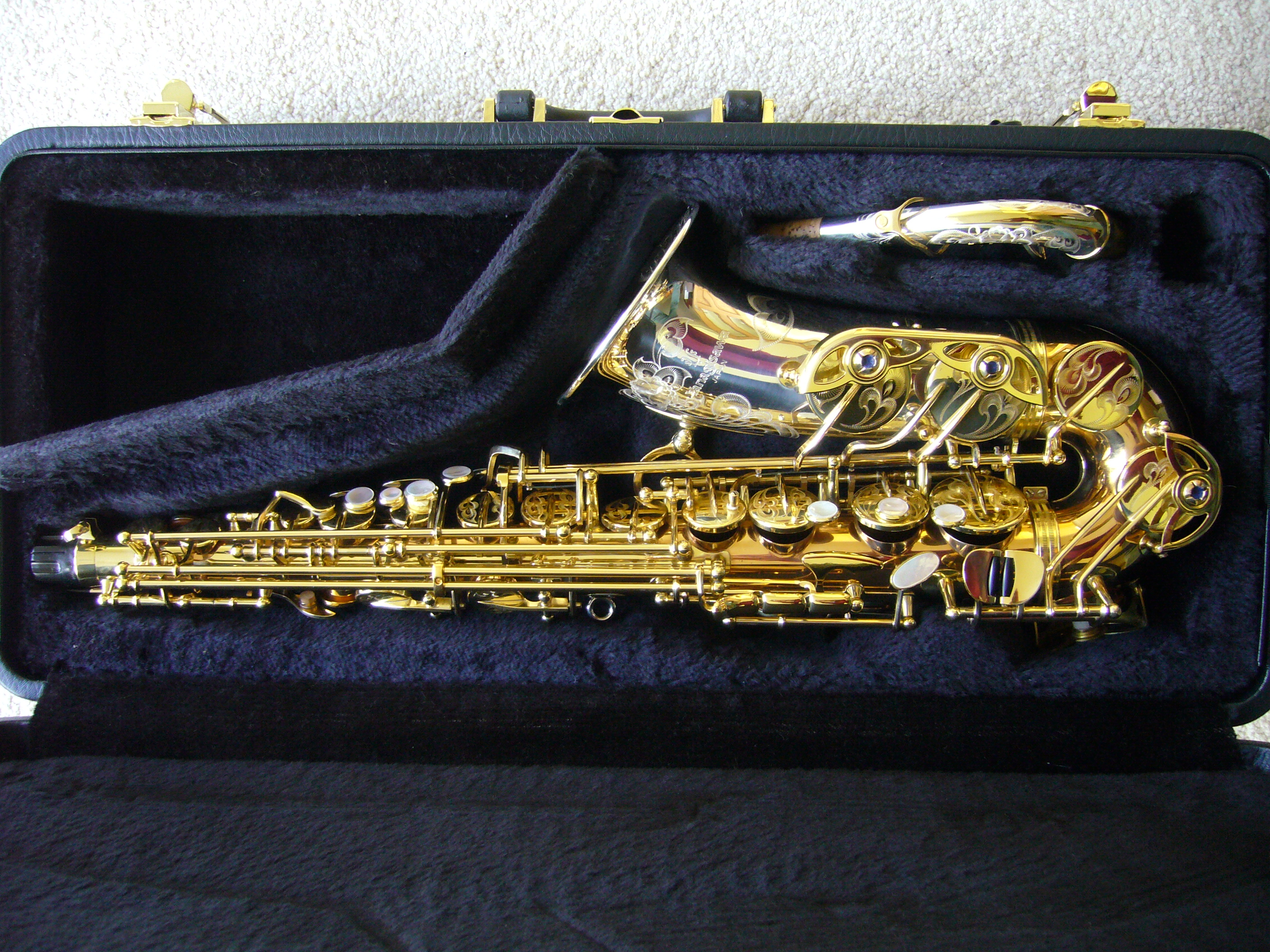
2008年に製造された、柳澤管楽器製 Yanagisawa A9932J アルト・サクソフォーン。キングが演奏していた A9932Zとほぼ同型である。硬い銀製のベルとネックに、硬いリン青銅のボディでできている。ベル、ネック、キーカップには、全面的に彫刻が施されている。

1959年、19歳のとき、キングはロニー・スコットに起用されて、ロニー・スコッツ・ジャズ・クラブのオープニングで演奏した。同年、彼は『メロディ・メイカー』誌の新人賞 (New Star award) を受賞した。1960年から1961年にかけてはジョニー・ダンクワースの楽団で働き、次いで、メイナード・ファーガソン、タビー・ヘイズ、ハリー・サウス、スタン・トレイシーのビッグ・バンドに加わり、ブリュッセル・ビッグ・バンド (Brussels Big Band)、またレイ・チャールズのヨーロッパ・ツアーのバンドにも参加した。
また、小編成のグループでは、フィリー・ジョー・ジョーンズ、ズート・シムズ、アル・コーン、レッド・ロドニー、ハンプトン・ホーズ、ナット・アダレイ、アル・ヘイグ、ジョン・バーチ、ビル・ワトラスや、ディック・モリッシー、トニー・キンゼイ、ビル・ル・サージュ、さらに歌手のジミー・ウィザースプーン、ジョー・ウィリアムス、ジョン・ヘンドリクス、アニタ・オデイらとも共演した。キングは、1969年の映画『ミニミニ大作戦』のサウンドトラック (The Italian Job) でも演奏している。また、チャーリー・ワッツのテンテットのメンバーでもある。
2005年、キングはアルバム『Janus』を録音したが、これはアップルビー・ジャズ・フェスティバル (Appleby Jazz Festival) の主催者であるニール・ファーバー (Neil Ferber) の委嘱を受け、またBBCのRadio 3 から資金を提供されて、リリック弦楽四重奏団 (Lyric String Quartet) と制作した、バルトークの音楽に影響を受けた作品であった。同年、ピーター・キングは、BBCの「ミュージック・オブ・ザ・イヤー」賞を受賞した。
キングは、ポップ・グループであるエヴリシング・バット・ザ・ガールのデビュー・アルバム『エデン』をはじめ、複数のアルバムに参加しており、このグループの元メンバーであるベン・ワットのアルバム『North Marine Drive』にも参加している。
2012年、キングは、ジャズ・ミュージシャンのアニー・ロスを取り上げたドキュメンタリー映画『No One but Me』に出演した。この他にも『Blue Ice』、『The Talented Mr. Ripley』といった映画に出演している。2011年4月、キングは自伝『Flying High』を出版した。
キングはまた、模型航空機の世界でも国際的に知られた重要人物である。大きな競技会での優勝経験もあり、この主題について数多くの記事を執筆している。またフォーミュラ1への関心も強く、アルバム『Tamburello』には、故アイルトン・セナへの深い共感を捧げた3部構成の楽曲が盛り込まれている。
ピーター・キングは、チェルシーの606クラブで、毎月定例の演奏をおこなっている。
キングはしばらく病気をした後、2020年8月23日、ロンドンにて80歳で亡くなった。

## ディスコグラフィ

### リーダー・アルバム
- New Beginning (1982年、Spotlite)
- Bebop Live (1983年、Spotlite)
- East 34th Street (1983年、Spotlite)
- Focus (1983年、KPM Music)
- 90% of 1 Per Cent (1985年、Spotlite)
- In Paris (1986年、Blue Silver)
- Hi Fly (1988年、Spotlite)
- Brother Bernard (1988年、Miles Music)
- Live at the Bull (1988年、Bull's Head)
- Crusade (1989年、Blanco y Negro)
- New Year's Morning '89 (1989年、Fresh Sound) ※with テテ・モントリュー
- Tamburello (1995年、Miles Music)
- Speed Trap (1996年、Jazz House)
- Lush Life (1999年、Miles Music)
- Footprints (2003年、Miles Music)
- Janus (2006年、Miles Music) ※1997年録音

### 参加アルバム
エヴリシング・バット・ザ・ガール
- 『エデン』 - Eden (1984年、Blanco y Negro)
- 『ラヴ・ノット・マネー』 - Love Not Money (1985年、Blanco y Negro)
- 『ベイビー、ザ・スターズ・シャイン・ブライト』 - Baby the Stars Shine Bright (1986年、Blanco y Negro/WEA)
- 『アイドルワイルド』 - Idlewild (1988年、Blanco y Negro/WEA)
- 『アンプリファイド・ハート』 - Amplified Heart (1994年、Blanco y Negro)

ジョージィ・フェイム
- 『ザ・トゥー・フェイシズ・オブ・フェイム』 - The Two Faces of Fame (1967年、CBS)
- 『ザ・ブルース・アンド・ミー』 - The Blues and Me (1995年、Go Jazz)
- 『ネーム・ドロッピン』 - Name Droppin': Live at Ronnie Scott's (1997年、Go Jazz)
- 『傷だらけの栄光』 - Walking Wounded: Live at Ronnie Scott's (1998年、Go Jazz)
- Relationships (2001年、Three Line Whip)

メイナード・ファーガソン
- 『M.F.ホーン』 - M.F. Horn (1970年、Columbia)
- 『M.F.ホーン2』 - M.F. Horn Two (1972年、Columbia)
- The Lost Tapes Vol. One (2007年、Sleepy Night)
- The Lost Tapes Vol. Two (2008年、Sleepy Night)

タビー・ヘイズ
- 『タブス・ツアーズ』 - Tubbs' Tours (1964年、Fontana)
- England's Late Jazz Great (1987年、IAJRC)
- 200% Proof (1992年、Master Mix)
- Rumpus (2015年、Savage Solweig)

トニー・キンゼイ
- How to Succeed in Business Without Really Trying (1963年、Decca)
- Jazz Scenes (1993年、Chappell)
- Blue Circles (2003年、Jazz House)

コリン・タウンズ
- Mask Orchestra (1993年、Jazz Label)
- Nowhere & Heaven (1996年、Provocateur)
- Bolt from the Blue (1997年、Provocateur)
- Dreaming Man with Blue Suede Shoes (1999年、Provocateur)
- Another Think Coming (2001年、Provocateur)
- The Orpheus Suite (2004年、Provocateur)

スタン・トレイシー
- Free an' One (1970年、Columbia)
- The Bracknell Connection (1976年、Steam)
- Stan Tracey Now (1983年、Steam)
- Genesis (1987年、Steam)
- We Still Love You Madly (1989年、Mole Jazz)
- Portraits Plus (1992年、Blue Note)
- Live at the QEH (1994年、Blue Note)
- The Durham Connection (1999年、33 Jazz)

チャーリー・ワッツ
- 『ライヴ・アット・フルハム・タウン・ホール』 - Live at Fulham Town Hall (1986年、CBS)
- 『フロム・ワン・チャーリー〜チャーリー・パーカー・トリビュート』 - From One Charlie (1991年、UFO)
- A tribute to Charlie Parker with strings (1992年、The Continuum Group, Inc)
- 『ウォーム&テンダー』 - Warm & Tender (1993年、Continuum)
- 『ロング・アゴー&ファー・アウェイ』 - Long Ago & Far Away (1996年、Pointblank/Virgin)
- Watts at Scott's (2004年、Black Box/Sanctuary)

その他
- ガイ・バーカー : Guy Barker's Extravaganza Isn't It (1993年、Spotlite)
- デヴィッド・ベッドフォード : Rigel 9 (1985年、Charisma)
- ジョン・バーチ : Jazzbeat (2019年、Rhythm & Blues)
- バズコックス : Parts 1-3 (1980年、United Artists) ※「Running Free」に参加
- CCS : C.C.S. (1970年、RAK)
- ホーギー・カーマイケル、ジョージィ・フェイム、アニー・ロス : In Hoagland (1981年、Bald Eagle)
- キャラヴァン : 『夜ごとに太る女のために』 - For Girls Who Grow Plump in the Night (1973年、Deram)
- アル・コーン & ズート・シムズ : 『イン・ロンドン』 - Al & Zoot in London (1967年、World Record Club)
- ジョージ・コールマン : Blues Inside Out (1996年、Jazz House)
- ジョン・ダンクワース : What the Dickens! (1963年、Fontana)
- デルメ四重奏団 : Journeys (1984年、New Southern Library)
- キース・エマーソン : 『ホンキー』 - Honky (1983年、Castle Music)
- エステル・ガリル : Z. Land (1976年、Barclay)
- ジョン・ハール : 『シャドウ・オブ・ザ・デューク』 - The Shadow of the Duke (1992年、EMI)
- ジョン・ヘンドリックス : Jon Hendricks Live (1970年、Fontana)
- フィリー・ジョー・ジョーンズ : 『トレイルウエイズ・エキスプレス』 - Trailways Express (1971年、Black Lion)
- クインシー・ジョーンズ : The Italian Job (1969年、Paramount)
- サリナ・ジョーンズ : Platinum (1971年、CBS)
- ジュリアン・ジョセフ : 『リアリティー』 - Reality (1993年、EastWest)
- ロジャー・ケラウェイ : Lenny by Julian Barry (1999年、)
- スタン・ケントン : Horns of Plenty Vol. 3 (2014年、Tantara)
- キリ・テ・カナワ & ネルソン・リドル : 『夢見るころを過ぎても』 - Blue Skies (1985年、Decca)
- アレクシス・コーナー : 『ブートレグ・ヒム!』 - Bootleg Him! (1972年、Warner Bros.)
- ジャッキー・レヴン : Forbidden Songs of the Dying West (1995年、Cooking Vinyl)
- ヴィック・ルイス : Tea Break (1985年、Concept)
- ヴィック・ルイス : Vic Lewis Big Bands (1988年、Concept)
- ナイス : 『ファイヴ・ブリッジズ』 - Five Bridges (年、Virgin)
- RAHバンド : The Crunch & Beyond (1978年、Ebony)
- RAHバンド : 『ミステリー』 - Mystery (1985年、RCA)
- レッド・ロドニー : With the Bebop Preservation Society (1981年、Spotlite)
- アニー・ロス : Loguerhythms (1963年、Transatlantic)
- アニー・ロス : Live in London (2003年、Harkit)
- ダグ・サイズ : Sumbio (1997年、Laika)
- ハル・シンガー : Swing On It (1981年、JSP)
- ジョン・スティーヴンス : Freebop (1982年、Affinity)
- ルイス・スチュワート : Angel Eyes (2006年、Blau)
- ジョー・テンパリー : Concerto for Joe (1995年、Hep)
- エリアナ・トムキンス : Rapture (2005年、Jazz7)
- デレク・ワズワース : 『「スペース1999」シーズン1&2 オリジナル・サウンドトラック』 - Space: 1999 Year 2 (2009年、Silva Screen)
- クリフォード・T・ワード : Escalator (1975年、Charisma)
- クリフォード・T・ワード : Waves (1976年、Philips)
- ベン・ワット : 『ノース・マリン・ドライヴ』 - North Marine Drive (1983年、Cherry Red)
- ドン・ウェラー : Live (1997年、33 Jazz)
- ケイト・ウェストブルック : Cuff Clout (2004年、Voiceprint)
- ジミー・ウィザースプーン : Big Blues (1981年、JSP)

## 関連文献
- Peter King, Flying High: A Jazz Life and Beyond (autobiography). London: Northway Publications, 2011. ISBN 978-0-9550908-9-9
- Ian Carr, Digby Fairweather, & Brian Priestley. Jazz: The Rough Guide. ISBN 1-85828-528-3
- Richard Cook & Brian Morton. The Penguin Guide to Jazz on CD 6th edition. ISBN 0-14-051521-6